# Lepidochrysops swanepoeli
Lepidochrysops swanepoeli is een vlinder uit de familie van de Lycaenidae. De wetenschappelijke naam van de soort is voor het eerst geldig gepubliceerd in 1948 door Pennington.